# Økonomisk boble
En boble (også kaldet en spekulativ boble, en markedsboble, prisboble, finansboble eller spekulativ mani) er inden for økonomi kraftige stigninger i prisen på et aktiv eller en vare, som ikke er baseret på aktivets/varens fundamentale egenskaber og værdi, men på en tiltro til, at prisen vil fortsætte med at stige. Genstanden for den spekulative boble vil ofte være finansielle aktiver som aktier, men også boligmarkedet og diverse forbrugsgoder har i tidens løb været genstand for bobler. En af de berømteste og tidligste bobler i den økonomiske historie var således tulipanboblen i Holland i 1700-tallet. Råvarer, obligationer, sommerhuse, supertankere, kunst, juveler, antikviteter og frimærker har været nævnt som genstand for prisbobler.

## Mulige årsager
Bobler opstår i situationer, hvor der er usikkerhed om det pågældende aktivs fremtidige pris. En oprindelig prisstigning, som godt kan skyldes en ændret vurdering af aktivets fundamentale værdi, tiltrækker nye købere, som forventer, at prisstigningerne vil fortsætte, og det medfører en selvforstærkende effekt på prisen.
Det er værd at understrege, at kraftigt stigende priser ikke behøver at være tegn på en boble. Hvis det er udtryk for, at aktivets fundamentale værdi har ændret sig, skyldes prisstigningen ikke en boble, men er en naturlig konsekvens af udbuds- og efterspørgselsændringer. Et generelt rentefald vil naturligt føre til husprisstigninger, da lavere rente gør det billigere at finansiere et hus til en given kontantpris og dermed naturligt vil øge efterspørgslen, hvilket igen får kontantprisen til at stige. Denne mekanisme er ikke i sig selv en prisboble. Der er først tale om en boble, hvis huspriserne stiger mere, end rentefaldet egentlig berettiger, fx fordi boligkøberne har urealistiske forventninger til, at huspriserne vil vedblive at stige kraftigt.
Det kan derfor være svært at identificere en boble, mens den udvikler sig. De kendte historiske bobler er da også først blevet udråbt til bobler, efter at de var bristet med kraftige prisfald til følge. Nogle økonomer har også forsøgt at komme med alternative forklaringer på berømte episoder, der normalt anses for at være bobler, og taler for, at under bl.a. tulipanboblen og sydhavsboblen var det faktisk fundamentalværdien, der ændrede sig – hvorved disse episoder ikke vil skulle regnes som bobler i egentlig forstand.
Bobler vil ofte blandt andet være resultatet af irrationel adfærd, hvor investorer udviser flokadfærd eller blot forventer, at historiske prisstigninger vil fortsætte uforandret i al fremtid. Adfærdsøkonomiske teorier, hvor aktører kun er rationelle i begrænset omfang, bruges derfor ofte i økonomisk teori, når opkomsten af bobler skal forklares. Det er imidlertid også muligt at forklare bobler ud fra rationel investoradfærd.

## Konsekvenser
Bobler – og ikke mindst virkningerne, når de brister – kan være stærkt skadelige for samfundsøkonomien. Den verdensomspændende finansielle krise i 2008 startede således med bristen af den amerikanske husprisboble i 2006-2008, der rev forskellige finansielle institutioner med sig og førte til en dyb krise i hele det finansielle system og dermed også realøkonomien.

## Eksempler på bobler i den økonomiske historie

### Holland
Den første boble man kender til var Tulipan-manien i Nederland i 1630'erne. Her opkøbte investorer tulipanløg i den tro, at priserne ville blive ved at stige. Handelen nåede sit zenit ved årskiftet ved 1636-1637. Da kostede et "Viceroy"-løg hvad der svarede til prisen på 8 grise, 4 okser, 12 får, 24 ton hvede, 48 tønder rug, 4 tønder øl, 2 ton smør, 79 liter vin, 425 kg ost, en seng, et knippe klæder, et sølvbæger og et mindre skib.

### England
Et af de berømte tidlige eksempler på bobler, der har haft store samfundsøkonomiske konsekvenser, er sydhavsboblen i London i 1720. Tidsmæssigt var den stort set sammenfaldende med Mississippi-boblen i Frankrig. Det britiske aktieselskab The South Sea Company, der blev stiftet i 1711 som et offentligt-privat partnerskab, skulle konsolidere og nedbringe omkostningerne ved Englands offentlige gæld. Selskabet fik monopol på handel med Sydamerika. Der var imidlertid aldrig realistiske udsigter til at selskabet ville få en væsentlig økonomisk gevinst herfra, ikke mindst fordi Sydamerika på det tidspunkt hovedsagelig kontrolleredes af Spanien, som var i krig med England. Alligevel steg aktiekursværdien meget kraftigt til 1720, hvor den pludselig kollapsede. Mange investorer blev ruineret, og sammenbruddet skabte store negative konsekvenser for den britiske økonomi. Affæren var en stor skandale, og en parlamentarisk undersøgelseskommission afdækkede diverse ulovligheder.

### Frankrig
Skotten John Law oprettede efter at være blevet finansminister for Ludvig 14. af Frankrig
Banque Générale, som officielt var et privat drevet aktieselskab, men fik status som Frankrigs nationalbank. I 1718 blev den omdøbt til Banque Royale. Banken udstedte pengesedler, der kunne omveksles til guld- og sølvmønt, men banken udstedte en større mængde pengesedler, end der var dækning for i bankens beholdning af metal, bl.a. for at finansiere Ludvig d. 14.s krige. Law blev desuden involveret i Mississippi-boblen, hvis umiddelbare årsag var et fransk handelskompagni (Compagnie du Mississippi), som var oprettet for at sikre handel med og fransk kolonisation af Louisianaområdet i Nordamerika. Banque Royale overtog det nødlidende handelskompagni, og det lykkedes Law at tale selskabets aktiekurs op ved at love store afkast til aktionærerne i Mississippi-kompagniet, samtidigt med at han finansierede kundernes køb af aktier med lån, han bevilgede dem fra Banque Royale, hvilket igen forøgede selskabets mængde af udestående pengesedler, mens bankens beholdning af ædelmetal ikke blev forøget, og de to selskaber fik karakter af et pyramidespil. Da der opstod rygter i Paris om at Louisiana var en værdiløs sump, kollapsede aktiekursen for Compagnie du Mississippi, og aktionærerne krævede at sælge aktiebrevene retur til Banque Royale og at få omvekslet pengesedlerne til ædelmetal. Begge selskaber kollapsede, og betød store tab for bankindskydere og aktionærer. Law flygtede til Venedig, hvor han døde.

### USA
I 1869 var der et '"run"' på dollaren, hvor én finansmand Jay Gould i USA gearede en mindre sum egne kontanter og i samarbejde med et halvt hundrede dealere tvang kursen på guld så højt op (og kursen på dollar så langt ned), at Finansministeriet begyndte at sælge ud af guldreserverne for at holde dollarkursen oppe. Gould opbyggede terminskontrakter for 35 mill. $ før han begyndte at sælge ud på et tidspunkt, hvor han praktisk taget havde kontrakt på det meste af det tilrådighedværende guld, og almindelige mennesker i hele landet sprang på markedet for at sikre sig del i fortjenesterne. Da finansministeriet begyndte at sælge, raslede kurserne ned og James Gould indkasserede 1,5 mill. $ i fortjeneste på et lille kvarters tid.
Få år senere oplevedes fænomenet ”panikken i 1873”, en finanskrise som indledte en alvorlig og verdensomspændende depression, der varede til 1879 (og endnu længere i fx Storbritannien). Depressionen fik i USA navnet ”den store depression”, et navn, den bevarede i årtier, indtil det blev overtaget af den depression, der startede i 1929. 1873-depressionen omtales blandt økonomiske historikere nu ofte som ”den lange depression”. Den udløsende faktor var et internationalt fald i efterspørgslen efter sølv, som blev udløst af Tysklands beslutning om at forlade sølvmøntfoden efter den fransk-tyske krig i 1870-71. Også andre faktorer bidrog til krisen, ikke mindst et investerings- og spekulationsboom i de amerikanske jernbaner i årene inden, der havde ført til overinvesteringer i urentable projekter. I september 1873 måtte en større bank Jay Cooke & Company erklære sig konkurs. Det førte til en kædereaktion af bankkrak, og New Yorks børs måtte lukke i 10 dage. Konkursbølgen spredte sig til en række jernbaneselskaber og andre virksomheder, boligpriserne faldt kraftigt, virksomhedernes overskud forsvandt og ledigheden steg kraftigt. Lignende fænomener fandt sted internationalt, og en bølge af protektionisme i mange lande blev et af resultaterne af krisen.
I tyvernes USA førte forventningen om stadigt stigende priser på den sydlige Østkyst af USA til
Florida-boomet 1926. Også krakket på Wall Street i 1929, det mest ødelæggende aktiekrak i USA's historie, kan karakteriseres som et udslag af en boble. Det blev indledningen til den tiårige krise, der nu er kendt som den store depression.